# هموار کندی
هموار کندی یک روستا در ایران است که در دهستان قشلاق جنوبی واقع شده‌است. هموار کندی ۱۳۸ نفر جمعیت دارد.